# Alois Jaroš (odbojář)
Alois Jaroš (11. března 1923 Praha – 17. května 1952 Věznice Pankrác) byl český dělník a protikomunistický odbojář odsouzený komunistickým režimem k trestu smrti a popravený v roce 1952.

## Životopis
Narodil se v roce 1923 v Praze do rodiny sedláka. Během druhé světové války byl totálně nasazen, nicméně později z Nacistického Německa uprchnul a až do konce války se skrýval na území Protektorátu. Později pracoval jako řidič v pekárnách, účetní na statku ve Smiřicích a dělník v dolech u Kladna a u Vlašimi.

### Po únoru 1948

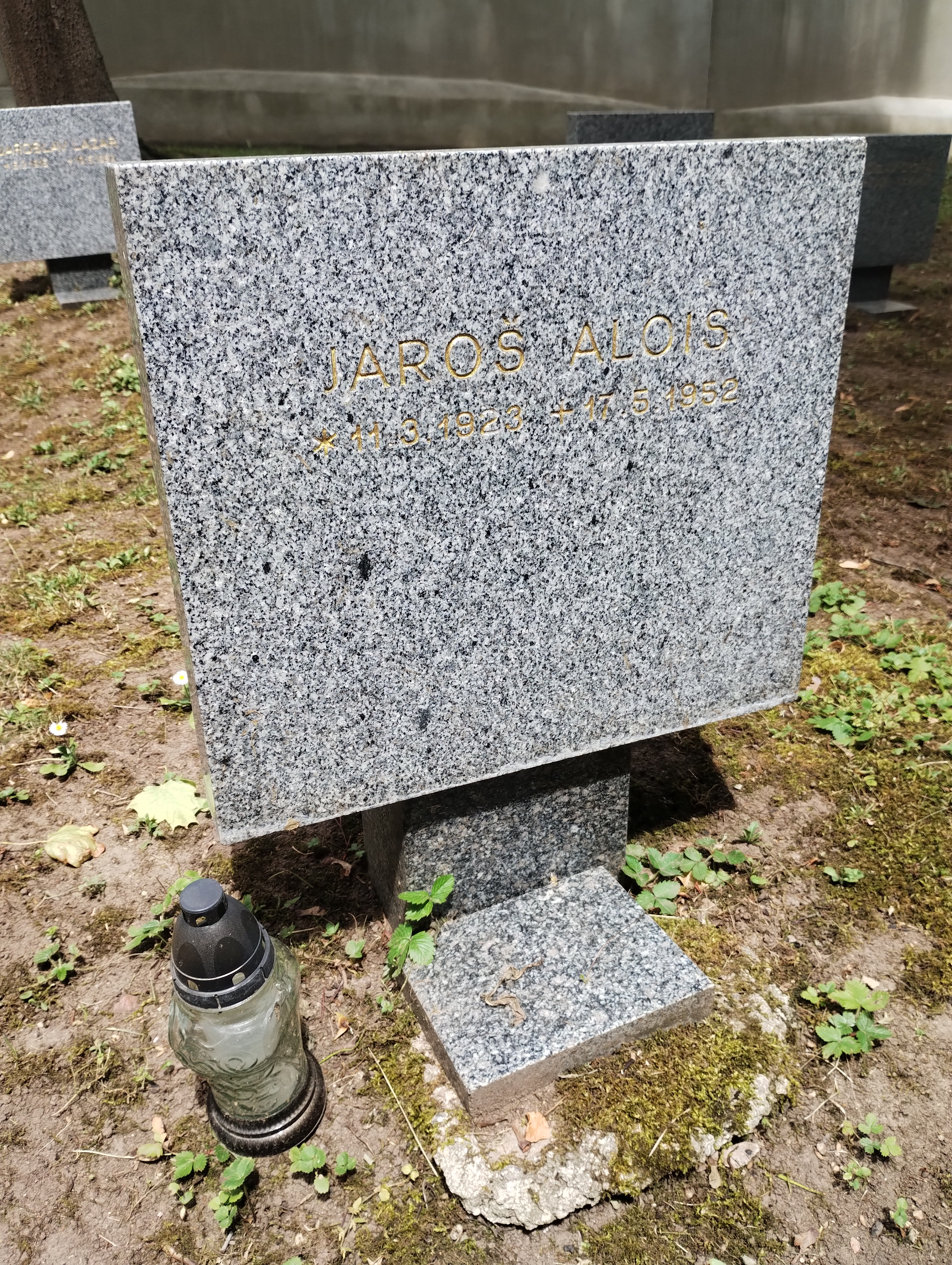
Symbolický náhrobek Aloise Jaroše na Čestném pohřebišti v Ďáblicích

V roce 1948 se stal majitelem zámku Zvěstov, který do té doby vlastnil jeho otec. Po komunistickém převratu v únoru 1948 byl zámek znárodněn. Jaroš se nedlouho poté zapojil do protikomunistického odboje. V červnu 1951 byl poté Státní bezpečností téhož měsíce zatčen poté, co zběhu Františku Slepičkovi pomohl s dopravením na místo, na kterém posléze Slepička zastřelil komunistického funkcionáře Václava Burdu. S činem Slepičky však Jaroš neměl nic společného, jeho plánem bylo zřejmě funkcionáře zastrašit od další kolektivizace. V politickém procesu zvaném „František Slepička a spol.“ konaném v únoru 1952 byl poté nejméně za trestný čin velezrady odsouzen k trestu smrti. Popraven byl v květnu 1952. Pohřben byl do společného hrobu na Ďáblickém hřbitově. Dopis, který Jaroš napsal asi hodinu před popravou, byl rodině vydán až po sametové revoluci v roce 2006. V procesu bylo k trestům odnětí svobody odsouzeno dalších 35 osob včetně Jarošovy sestry a matky, přičemž celá akce byla využita k potlačení odporu rolníků v oblasti bránících se kolektivizaci. Rolník Josef Hons pak byl po svém zatčení vyšetřovateli umučen.

### Odkaz
V září 1951, když byl Jaroš již ve vazbě, se mu a jeho ženě Sylvě narodil syn Alois. Po sametové revoluci byl v roce 1995 rehabilitován. Ve Zvěstově byla k uctění jeho památky v květnu 2001 instalována pamětní deska. V některých textech je zaměňován za poslance ČSNS Aloise Jaroše, který byl komunistickým režimem rovněž perzekvován a zemřel při pobytu ve vazbě.